# Георги Хаджигеоргиев
Георги Хаджигеоргиев (на гръцки: Γεώργιος Χατζηγεωργίου, Георгиос Хадзигеоргоу) е гъркомански политик и революционер, деец на Гръцката въоръжена пропаганда в Македония от началото на XX век.

## Биография
Роден е в 1876 година в град Струмица, тогава в Османската империя. По професия е търговец на тютюн, по-късно взима участие в Гръцката въоръжена пропаганда в Македония. Избран е за народен представител за Солун в май 1915 година и декември 1915 година, като е преизбран в 1920 година и след това на изборите в 1926 година с Либералната партия. Умира в 1950 година.